# ریاضیات بابلیان
|                                                                          |  |  |
| لوح‌های رسی YBC 7289 و پلیمپتن ۳۲۲، جزو آثار باقیمانده از ریاضیات بابلیان |  |  |

ریاضیات بابلیان که به آن ریاضیات آشوری-بابلی هم می‌گویند ریاضیاتی است که در میان مردمان میان‌رودان از روزهای نخست فرمانروایی سومریان تا سرنگونی بابل در ۵۳۹ پیش از میلاد کاربرد داشته و گسترش یافته‌است. نوشته‌های ریاضیاتی بابلیان فراوان است و به خوبی ویرایش شده‌است. ریاضیات بابلیان را از دیدگاه زمانی می‌توان به دو بخش تقسیم کرد، یکم دورهٔ بابلیان باستان (از ۱۸۳۰ تا ۱۵۳۱ پیش از میلاد) و دوم بیشتر مربوط به دورهٔ سلوکیان در حدود سه تا چهار سده پیش از میلاد. از دیدگاه محتوا، تفاوت آشکاری میان دو دوره دیده نمی‌شود از این رو می‌توان گفت ریاضیات بابلیان در نزدیک به دو هزار سال وضعیت ثابتی داشته‌است.
داده‌های ما پیرامون دانش ریاضیاتی بابلیان از نزدیک به ۴۰۰ گِل‌نوشتهٔ رسی که از زیر خاک بیرون کشیده شده، بدست آمده‌است. این گِل‌نوشته‌ها به خط میخی اند، هنگامی که گِل هنوز خیس بوده بر روی آن نوشته شده و بعد زیر نور خورشید یا در یک کوره خشک شده‌است. مباحث ارائه شده در این گِل‌نوشته‌ها عبارتند از: کسر، جبر، معادلهٔ درجه دو و سه و قضیهٔ فیثاغورس است. در یکی از این گِل‌نوشته‌ها هم تقریبی برای {\displaystyle {\sqrt {2}}} ارائه شده‌است که تا سه رقم در مبنای ۶۰ دقیق بوده‌است (برابر با ۷ رقم در مبنای ده).

## ریشه‌های ریاضیات بابل

عددنویسههای بابلی در مقابل عددنویسه‌های انگلیسی

ریاضیات بابل عبارت است از مجموعه‌ای از اعداد و تلاش‌های ریاضیاتی پیشرفته تر در خاور نزدیک باستان که به خط میخی نوشته شده‌است. از آنجایی که داده‌های مربوط به دورهٔ بابلیان باستان (دورهٔ نخست ریاضیات بابل) در آغاز هزارهٔ دوم پیش از میلاد فراوان‌تر است، بیشتر پژوهش‌های پیشینه‌شناسی بر روی این دوران تمرکز داشته‌است. با این حال بر روی ریشه‌های اصلی ریاضیات بابل بحث است، برخی باستان شناسان بر این باورند که آغاز ریاضیات بابل به هزاره‌های پنجم و سوم پیش از میلاد بازمی‌گردد چون ابزارهای گِلی با کاربرد شمارش و گِل مُهرک‌هایی به قدمت ۵۰۰۰ سال پیش از میلاد پیدا شده‌است.
ریاضیات بابلی در درجهٔ نخست به خط میخی و به زبان‌های اکدی و سومری نوشته شده بود.
دستگاه اعداد بابلی در پایهٔ ۶۰ بود.

## ریاضیات سومریان
سومریان باستان میان‌رودان از ۳۰۰۰ سال پیش از میلاد یک سامانهٔ پیچیدهٔ مترولوژی را ارائه کردند. از ۲۶۰۰ سال پیش از میلاد به این سو گِل‌نوشته‌هایی از مسائل مربوط به ضرب، تقسیم و هندسه از خود به جای گذاشتند. همچنین می‌توان گفت برخی از نشانه‌های مربوط به دانش ریاضی بابلیان به این دوره بازمی‌گردد.